# Operace pod falešnou vlajkou

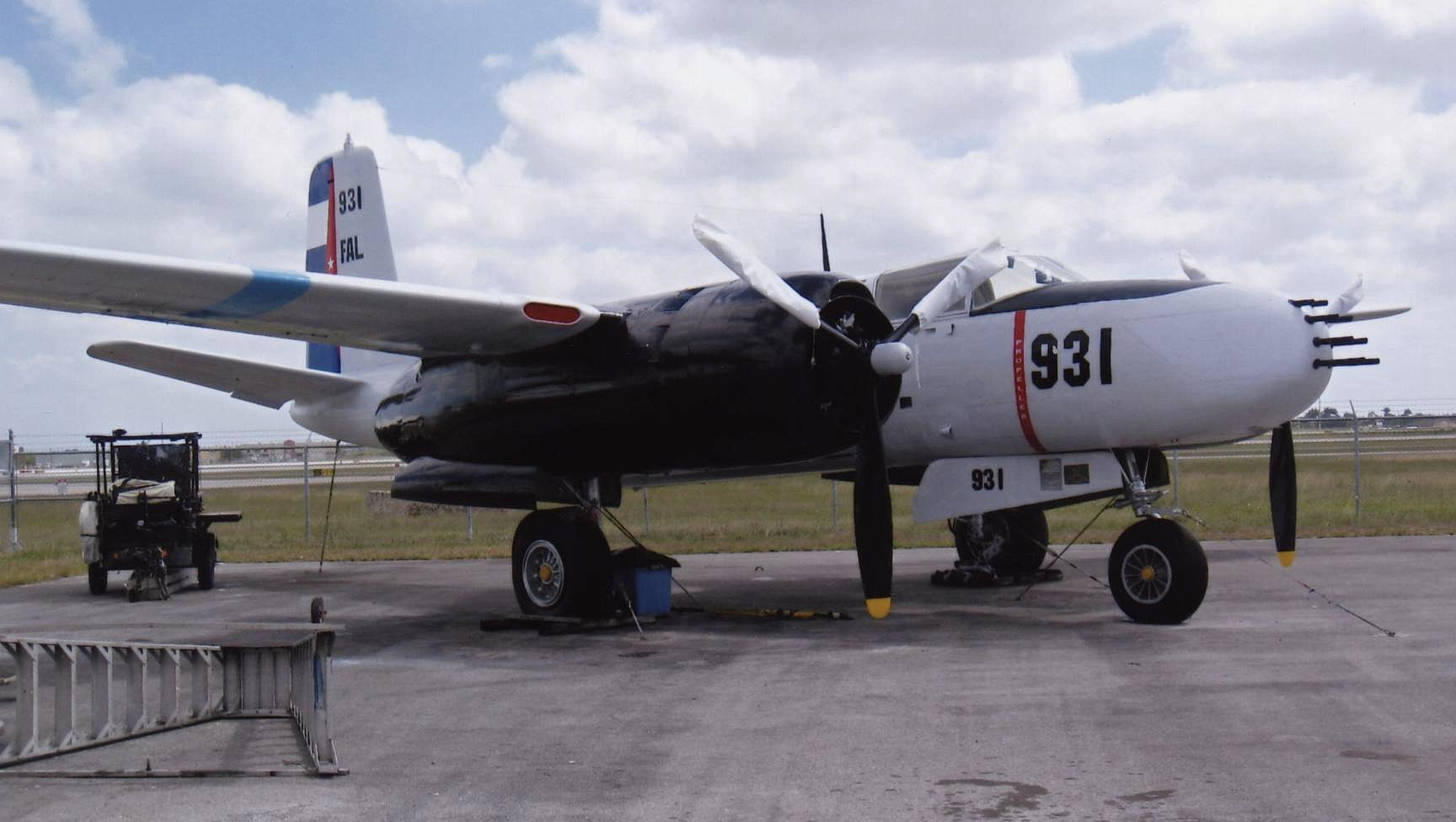
Douglas A-26C Invader 44-35440 s falešným označením kubánské armády v leteckém muzeu Wings over Miami na letišti Tamiami

Operace pod falešnou vlajkou nebo falešná vlajka (anglicky false flag operation nebo false flag), případně operace pod cizí vlajkou je tajná operace vedená vládou, korporací nebo jinou organizací, která je navržena, aby se jevila tak, že je provedena někým jiným. Název je odvozen z vojenského konceptu flying false color čili operaci vykonanou v jiných (národních) barvách než ty, které má vlajka vlasti. Naproti tomu operace pod falešnou vlajkou nejsou omezeny na vojenskou konfrontaci a mohou probíhat v civilním sektoru a v období míru, např. při činnosti zpravodajských služeb.

## Ve vojenství
Operací pod falešnou vlajkou bylo několikrát použito např. v druhé světové válce, a to jak na moři, tak na zemi.
V roce 1977 byl schválen Dodatečný protokol k Ženevským konvencím ze 12. srpna 1949 (Protokol I), který upravuje míru podlosti takovéto operace, pravidla pro zobrazení vlajek a jiných vojenských nebo státních insignií.

### Operace pod falešnou vlajkou jako záminka k válce
V několika případech byly operace pod falešnou vlajkou provokací, která ospravedlnila vyvolání války.
Mezi dobře zdokumentované případy patří například:
- Mukdenský incident v roce 1931 byl záminkou ke vstupu japonských vojsk do Mandžuska. O šest let později japonští úředníci falešně ohlásili únos japonského vojáka během Incidentu na mostě Marka Pola. To se stalo záminkou pro druhou čínsko-japonskou válku.
- Mainilský incident v listopadu 1939, během kterého sovětské dělostřelectvo fingovaně napadlo sovětskou příhraniční vesnici Mainila, se stal rozbuškou Zimní války s Finskem.
- Nacistickým Německem fingované přepadení vysílačky v Gliwicích v srpnu 1939 rozpoutalo druhou světovou válku.
- Ministerstvo obrany Spojených států amerických připravovalo, ale nakonec neuskutečnilo Operaci Northwoods z roku 1962, jež zahrnovala únosy letadel a potopení amerických lodí a měla za cíl získat podporu pro americkou invazi na Kubu. Operace byla schválena náčelníky štábu, avšak zamítnuta prezidentem Johnem F. Kennedym.

## Ve špionáži
- V roce 1937 se druhému oddělení Hlavního štábu československé armády podařilo naverbovat majora rakouského ministerstva války a skrytého nacistu, když zpravodajský důstojník předstíral, že patří k abwehru. To, že nepředával zprávy Německu, major zjistil až po anšlusu Rakouska.[1]

## V civilním sektoru
- Zapálení budovy Reichstagu v roce 1933 bylo využito nacisty k potlačení osobních svobod v Německu, z požáru byli obviněni komunisté.
- Americko-britská operace Ajax z roku 1953 měla za cíl svrhnou demokraticky zvoleného předsedu íránské vlády Muhammada Mosaddeka. Informace o podpoře, kterou při převratu poskytla CIA, byly odtajněny a jsou k dispozici v jejích archívech.[2]
- Příkladem operací pod falešnou vlajkou byly některé akce provedené v rámci operace Gladio, italské větve ilegální sítě organizované NATO. Z těchto zločinů vláda a většina médií obviňovala komunistické radikály. Vlna terorismu výrazně ovlivnila politickou atmosféru Itálie 70. let.[3][4][5][6][7][8]
- Příkladem události, která je některými označována za civilní operaci pod falešnou vlajkou, která dosud nebyla zcela objasněna, může být pokus o státní převrat a svržení Huga Cháveze z roku 2002.[9]